# Eisenhower Fellowships
Eisenhower Fellowships – amerykańska prywatna, bezstronna, niedochodowa, edukacyjna organizacja społeczna, działająca na zasadzie fundacji, utworzona w roku 1953 przez grupę Amerykanów w celu uczczenia pamięci prezydenta Dwighta D.Eisenhowera. Eisenhower Fellowships jest organizacją stypendialną o zasięgu ogólnoświatowym, działającą na zasadzie gromadzenia funduszy od fundatorów i gospodarowania tymi funduszami w postaci indywidualnie projektowanych, tematycznych programów edukacyjnych. Fundatorami są osoby prywatne, instytucje i organizacje społeczne.

## Działalność fundacji
Misje Fundacji są następujące: inspirowanie krajowych liderów, wzmacnianie kreatywności, oraz bettering the world. Programy stypendialne są skierowane dla ściśle wybieranych, w czasie kilkuetapowej selekcji konkursowej, liderów społecznych (zagranicznych i amerykańskich), politycznych, gospodarczych i naukowych, średniego wieku (32-45 lat) którzy odnieśli w swoich krajach znaczny sukces. Program stypendialny trwa kilka miesięcy i jest związany z wyjazdem stypendystów do USA. Stypendysta przygotowuje w porozumieniu z administracją program naukowy i logistyczny pobytu. Nie ma praktycznie ograniczeń w jego projektowaniu. Fundacja organizuje różne programy stypendialne: międzynarodowe, dla wybranego kraju, wybranej tematyki oraz Amerykańskie. Przebieg np. programu międzynarodowego jest następujący: zgromadzenie kilkunastu uczestników w siedzibie Fundacji Eisenhower Fellowships w Filadelfii, tygodniowe sympozjum otwarcia, kilkumiesięczne podróże i ponownie tygodniowe sympozjum podsumowania. Po odbyciu stypendium uczestnicy otrzymują prawo do używania tytułu Eisenhower Fellow. Prezydentami Rady Fundacji Eisenhower Fellowship są postaci Amerykańskiej polityki jak np. byli Prezydenci USA, a członkami Rady są politycy, prezesi wielkich korporacji gospodarczych, także członkowie Rodziny Prezydenta D.D.Eisenhowera. Przewodniczącym Rady Fundacji jest Generał Colin L.Powell.

## Eisenhower Fellowship w Polsce
W Polsce (na czerwiec 2015) jest 36 Eisenhower Fellows. Wśród nich są uczeni, politycy, przedsiębiorcy, managerowie, dziennikarze, prawnicy, posłowie, między innymi: Jacek Bochenek, Lech Falandysz, Bohdan Gliński, Urszula Grzelońska, Krzysztof Herbst, Bogdan Klich, Stanisław Krajewski, Dariusz Kupiecki, Jerzy M. Nowak, Jacek Purchla, Maciej Radziwiłł, Ryszard Romaniuk, Katarzyna Skórzyńska, Jadwiga Staniszkis, Kazimierz Szebiotko, Małgorzata Tchórzewska, Jacek Żakowski. Grupa ta organizuje okresowo wspólne spotkania, szczególnie w przypadku wizyty w Polsce przedstawicieli administracji amerykańskiej.